# Krzysztof Starnawski
Krzysztof Starnawski (ur. 1968) – polski sportowiec ekstremalny, płetwonurek, speleolog, taternik, ratownik TOPR. Specjalizuje się w nurkowaniu w jaskiniach oraz nurkowaniu pod lodem.

## Życiorys
Zdobywca Kolosa w kategorii „Wyczyn roku” (1999) za dokonanie najgłębszego polskiego nurkowania swobodnego (131 m) w jaskini Hranická propast w Czechach oraz wyróżnienia w 2000 roku za pobicie tego rekordu o 50 m.
Organizator i uczestnik wyprawy, która w 2003 roku poinformowała o odnalezieniu wraku zatopionego w 1945 roku na Bałtyku niemieckiego statku MS Goya, oraz wypraw do Meksyku.
Na początku grudnia 2011 roku ustanowił rekord świata w nurkowaniu z zamkniętym obiegiem na poziomie 283 metrów. 1 października 2012 zanurkował na głębokość 223 m w podwodnej jaskini w Hranickiej propasti, ustanawiając nowy rekord Polski. Kolejny raz Starnawski dokonał pomiaru głębokości tej jaskini 27 września 2016 – 404 m, co czyni ją najgłębszą zatopioną (podwodną) jaskinią na świecie. Nurek zmierzył to, schodząc z butlą na głębokość 200 metrów do szczeliny w formacji skalnej, a następnie przy pomocy skonstruowanego przez Bartłomieja Gryndę zdalnie sterowanego robota podwodnego GRALmarine. W listopadzie 2016 został nominowany do nagrody Podróżnika Roku 2017 National Geographic.